# Білял Касамі
Білал Касамі (мак. Биљал Касами; 31 липня 1975, Тетово) — македонський політик і лідер партії «Рух Беса». Закінчив економічну освіту в університеті Університеті Св. Кирила і Мефодія в 2000 році, а наступні чотири роки працював у митній адміністрації Республіки Македонія. У 2004—2006 рр. був державним секретарем Міністерства економіки як член ДСІ, але потім повернувся до митниці, де пропрацював два роки. Касамі покинув ДСІ у 2008 році та приєднався до Нової демократії, яка закінчилася в 2011 році після провалу парламентських виборів того ж року. Одночасно був професором Міжнародного балканського університету (2009–2011), а в 2014 році повернувся до політики, заснувавши партію Беса. Одружений з Айшею Касамі, у них двоє дітей.